# Neoclosterus bernardii
Neoclosterus bernardii är en skalbaggsart som beskrevs av Reé Michel Quentin och Jean François Villiers 1969. Neoclosterus bernardii ingår i släktet Neoclosterus och familjen långhorningar.
Artens utbredningsområde är Gabon. Inga underarter finns listade i Catalogue of Life.